# Winter into Spring
Winter into Spring é o terceiro álbum do pianista americano George Winston. Foi lançado em 1982.

## Faixas
1. January Stars - 6:32
2. February Sea - 5:15
3. Ocean Waves (O Mar) - 7:08 (Dorival Caymmi)
4. Reflection - 2:40
5. Rain - 10:05
6. Blossom/Meadow - 4:00
7. The Venice Dreamer Part One - Introduction - 2:19
8. The Venice Dreamer Part Two - 5:46

Todas as faixas por George Winston, exceto onde especificado.